# مغنيتيزدات

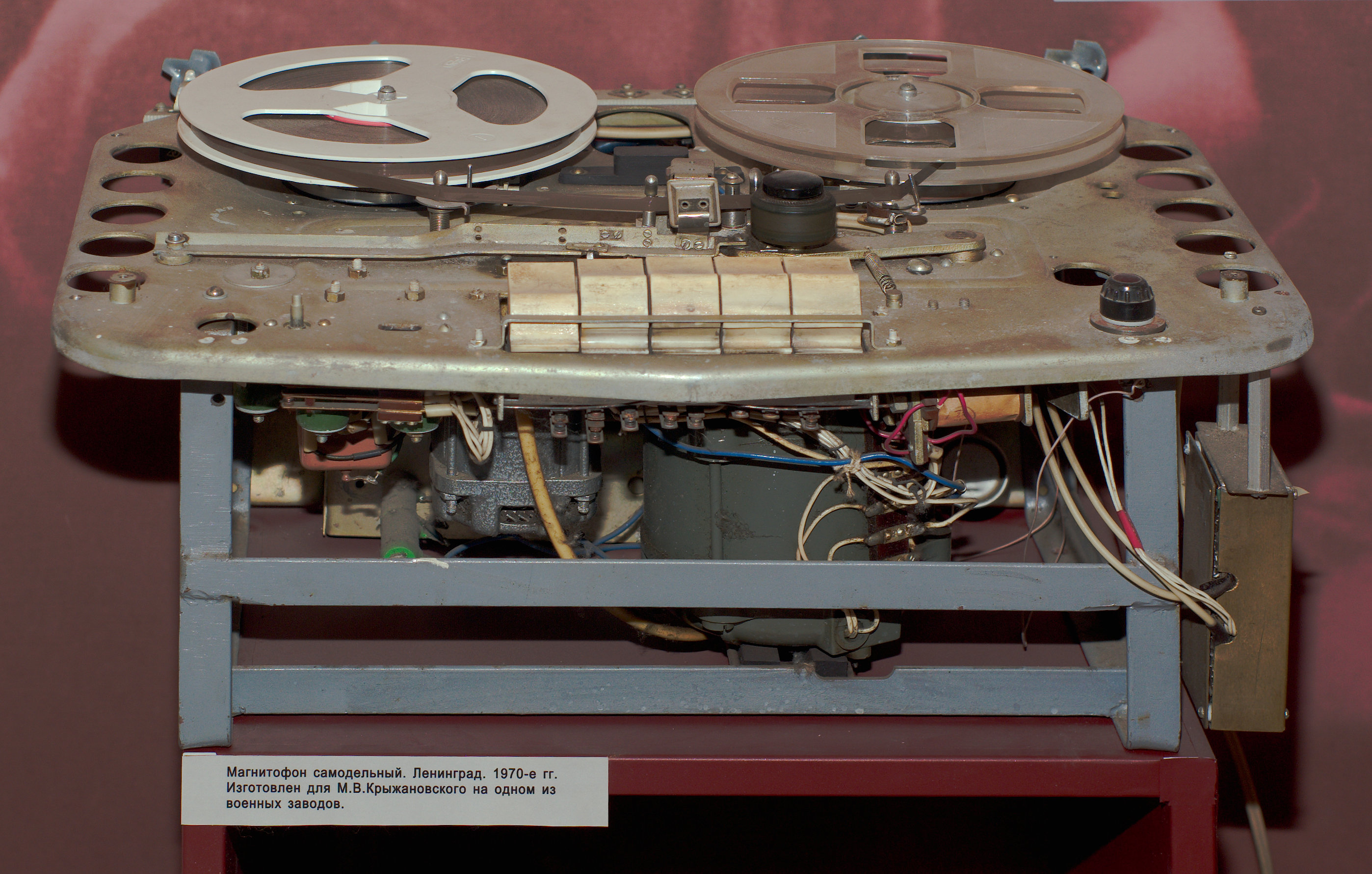
مسجل الشريط "Tembr" (1964) بدون غلاف (من متحف التاريخ السياسي لروسيا)

ماغنيتيزدات (بالروسية: магнитизд، معناها ‘النشر المسجل على الشريط’) كانت عملية نسخ وتوزيع التسجيلات الصوتية على الشريط التي لم تكن متاحة تجاريًا في الاتحاد السوفيتي. يشبه إلى حد كبير ساميزدات، وهو الطريقة المستخدمة لنشر الأعمال المكتوبة التي لا يمكن نشرها رسميًا بموجب الرقابة السياسية السوفيتية. هو تقنيًا مشابه لتسجيلات الحفلات الموسيقية المقلدة، باستثناء أنه يحتوي على بعد سياسي غير موجود عادة في هذا المصطلح الأخير.

## المصطلح
يأتي مصطلح ماغنيتيزدات من كلمتين روسيتين هما ماغنيتوفون (بالروسية: магнитофон، معناها ‘مسجل شريط مغناطيسي’) وإزداتيلستفو (بالروسية: издательство، معناها ‘النشر’).

## تكنولوجيا
كانت أجهزة التسجيل المغناطيسية نادرة في الاتحاد السوفيتي قبل الستينات. خلال الستينات، أنتج الاتحاد السوفيتي أجهزة تسجيل شرائط للسوق المستهلك بكثافة. بالإضافة إلى ذلك، تم بيع أجهزة التسجيل الشرائطية الغربية واليابانية من خلال محلات بيع المستعمل والسوق السوداء.
كانت التسجيلات المباشرة لأغاني الشعراء التي تؤدي في التجمعات غير الرسمية هي أولى الأعمال التي تم توزيعها كماغنيتيزدات. كان بولات أوكودجافا وألكسندر جالتش وفلاديمير فيسوتسكي ويولى كيم من بين الشعراء الذين تم توزع موسقاهم كماغنيتيزدات. تناولت كلماتهم موضوعات سياسية واحتوت على انتقادات لستالين والمعسكرات العمالية والحياة السوفيتية المعاصرة.
1. 1 2 3 4  Sosin 1975، صفحة 276.